# کلومارز
کلومارز (به فرانسوی: Colomars) یک کمون (فرانسه) در فرانسه است که در canton of Levens واقع شده‌است. کلومارز ۶٫۷۲ کیلومتر مربع مساحت دارد ۳۰۰ متر بالاتر از سطح دریا واقع شده‌است.